# Nuevo Paraíso (Chepén)
Nuevo Paraíso es un centro poblado (caserío) ubicado en la Provincia de Chepén, dentro de la Región La Libertad en Perú.

## Geografía
- Ubicación: Nuevo Paraíso se localiza en la Provincia de Chepén, Región La Libertad, Perú con las coordenadas 7°12′17″S 79°23′47″O / -7.204667, -79.396472.[2]
- Relieve: El relieve circundante a Nuevo Paraíso es característico de la zona costera y de transición hacia los Andes en la región La Libertad. La provincia de Chepén presenta un paisaje que incluye zonas de desierto.[3]
- Clima: El clima en Nuevo Paraíso es generalmente semiárido o cálido y seco, influenciado por la corriente de Humboldt.[4]
- Centros poblados cercanos: La ciudad de Chepén y el centro poblado de Talambo son los más cercanos a Nuevo Paraíso.[4]

## Demografía
- Población: Según el censo de 2017, la población de Nuevo Paraíso es de 566 habitantes.[1]
- Idioma: El idioma oficial y principal hablado en Nuevo Paraíso es el español.

## Gobierno y Administración
- Administración local: Nuevo Paraíso está bajo la jurisdicción de la Municipalidad Provincial de Chepén.[5]